# Église Saint-Martin-et-Saint-Vincent de Château-Thébaud
L'église Saint-Vincent-et-Saint-Martin est un lieu de culte catholique situé sur la commune de Château-Thébaud, dans le département français de la Loire-Atlantique.

## Présentation
L'église est située dans le bourg de la commune, sur un site dominant la Maine et la chaussée de Caffino. Son clocher est en bois et en forme de flèche, caractéristiques rares dans la région. Il abrite quatre cloches, qui portent chacune un nom :
- Jeanne d'Arc : 430 kg, fondue en 1922 ;
- Amable-Marie : 272 kg, refondue en 1957 ;
- Marguerite-Marie : 220 kg, fondue en 1922 ;
- Saint Vincent : 135 kg, fondue en 1619. Cette dernière est classée au titre des monuments historiques[1].

Près des fonts baptismaux se situe l'ancienne horloge qui a donné l'heure à la population de 1913 à 2013.

### Historique
L'église actuelle est construite entre 1808 et 1934, à l'emplacement de l'ancienne chapelle Saint-Vincent, citée dès 1287. Avant la Révolution française de 1789, deux lieux de culte coexistaient dans la paroisse : l'église Saint-Martin dans le cimetière, et la chapelle Saint-Vincent dans le bourg. La nécessité de ne conserver qu'un seul lieu de culte engendre un différend entre les paroissiens qui est arbitré par la cour de justice du Parlement de Bretagne : le choix est fait de conserver la chapelle Saint Vincent, qui devient l'église paroissiale, l'église Saint-Martin étant en trop mauvais état. La nouvelle église paroissiale est consacrées aux deux saints, Vincent de Saragosse et Martin de Tours. Elle subit plusieurs transformations  : le 15 août 1803, le Maire M. Bled adjuge des travaux pour réparer le carrelage, rehausser le perron et relever le chœur de la Trinité. Les travaux s'achèvent le 2 septembre 1803, à la suite de quoi l'église est rebaptisée Saint Martin. Puis elle est flanquée d'un clocher en 1808 mais sans cloches. L'abbé Agaisse fait donc l'acquisition de deux cloches ramenées par des soldats de Napoléon Ier de la guerre d'Espagne. Elles seront installées en 1813. Les Beaux-Arts ne les classent qu'en 1912. L'une d'elles, fêlées en 1918, est refondue et rebaptisée en 1957.
Le 26 octobre 1820, vu son état de ruine, une réédification de l'église est estimée indispensable. A la réunion du conseil municipal du 17 juin 1821, il est fait état du compte-rendu de l'architecte qui estime qu'il est impossible d'en rien conserver, sauf le clocher et la tribune de construction récente. L'adjudication est lancée le 5 décembre 1822 et la réception des travaux en juillet 1825. L'église subit d'autres réparations en 1831, en 1835 puis en 1878, le clocher est à nouveau consolidé.
En 1903 est lancée l'idée de rebâtir une autre église mais ce projet ne voit pas le jour. En 1933, une nouvelle église plus grande est projetée et voit le jour en 1934 : le chœur est démoli pour être rebâti ainsi que la voûte et la charpente. La petite chapelle est devenue plus cossue, elle faillit être détruite en 1952 par un incendie, à la suite duquel la voûte est entièrement refaite ainsi que les peintures.

## Galerie

### Vues extérieures

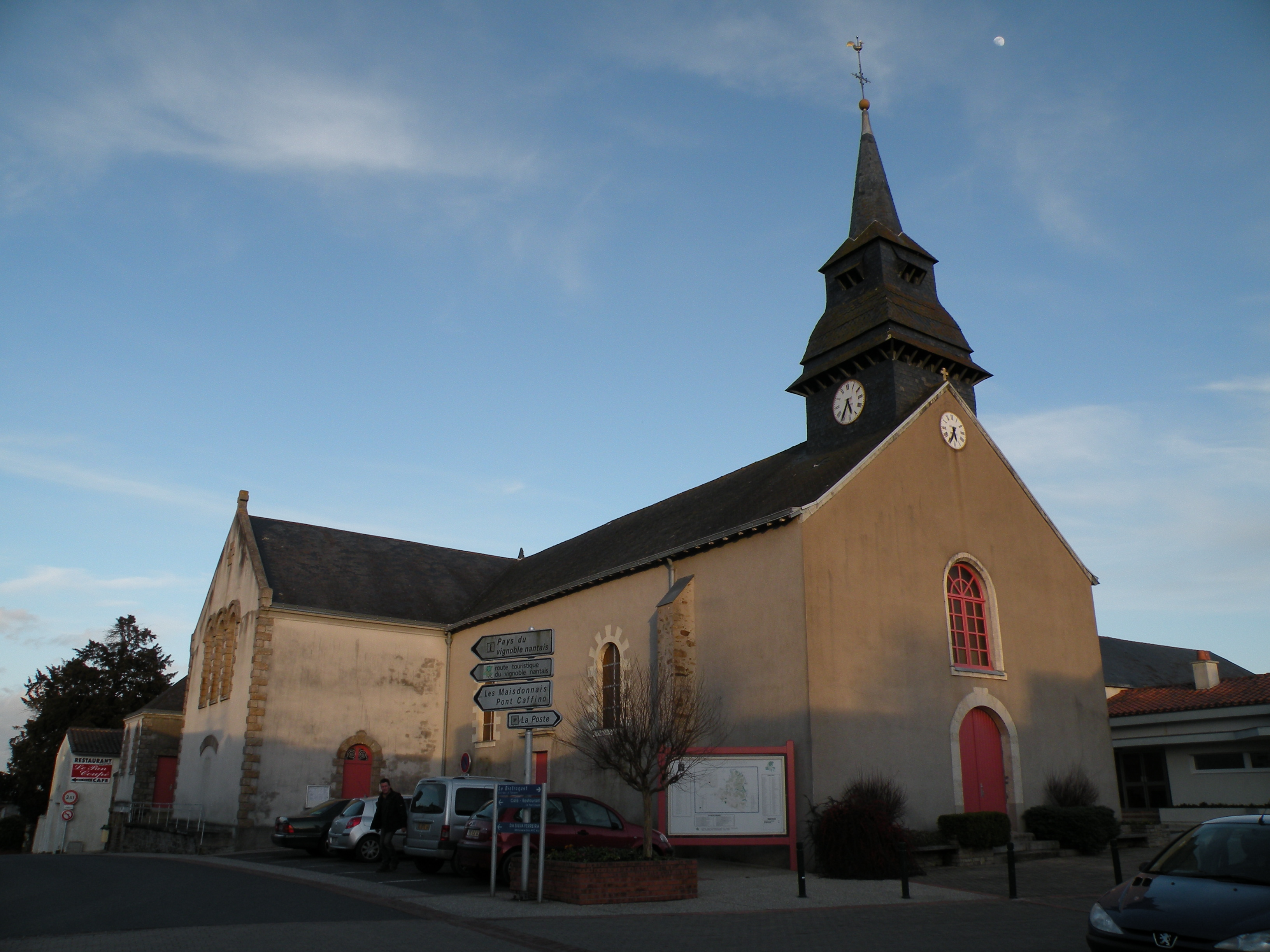
Vue d'ensemble de l'édifice.

### Vues intérieures

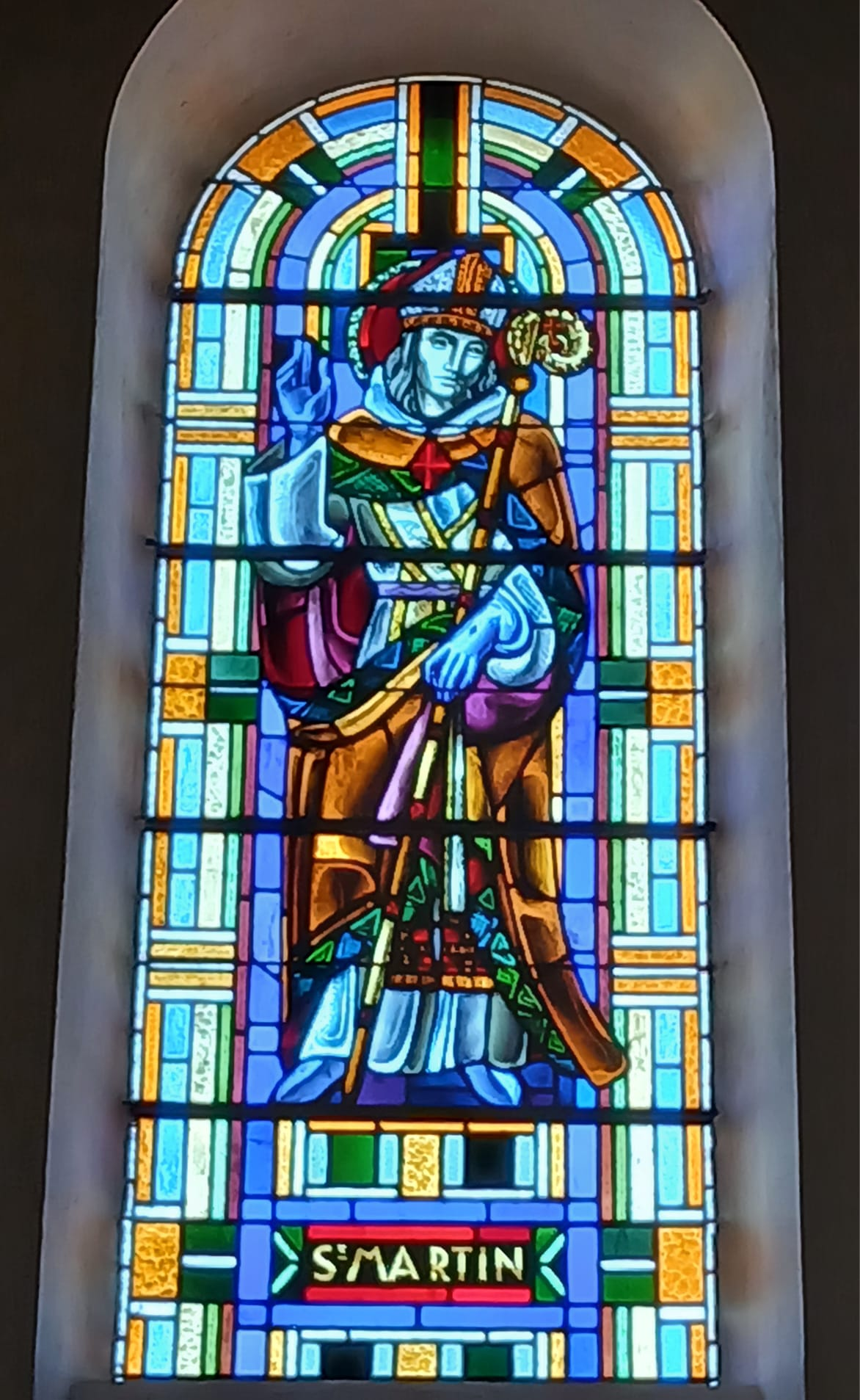
Vitrail de saint Martin.
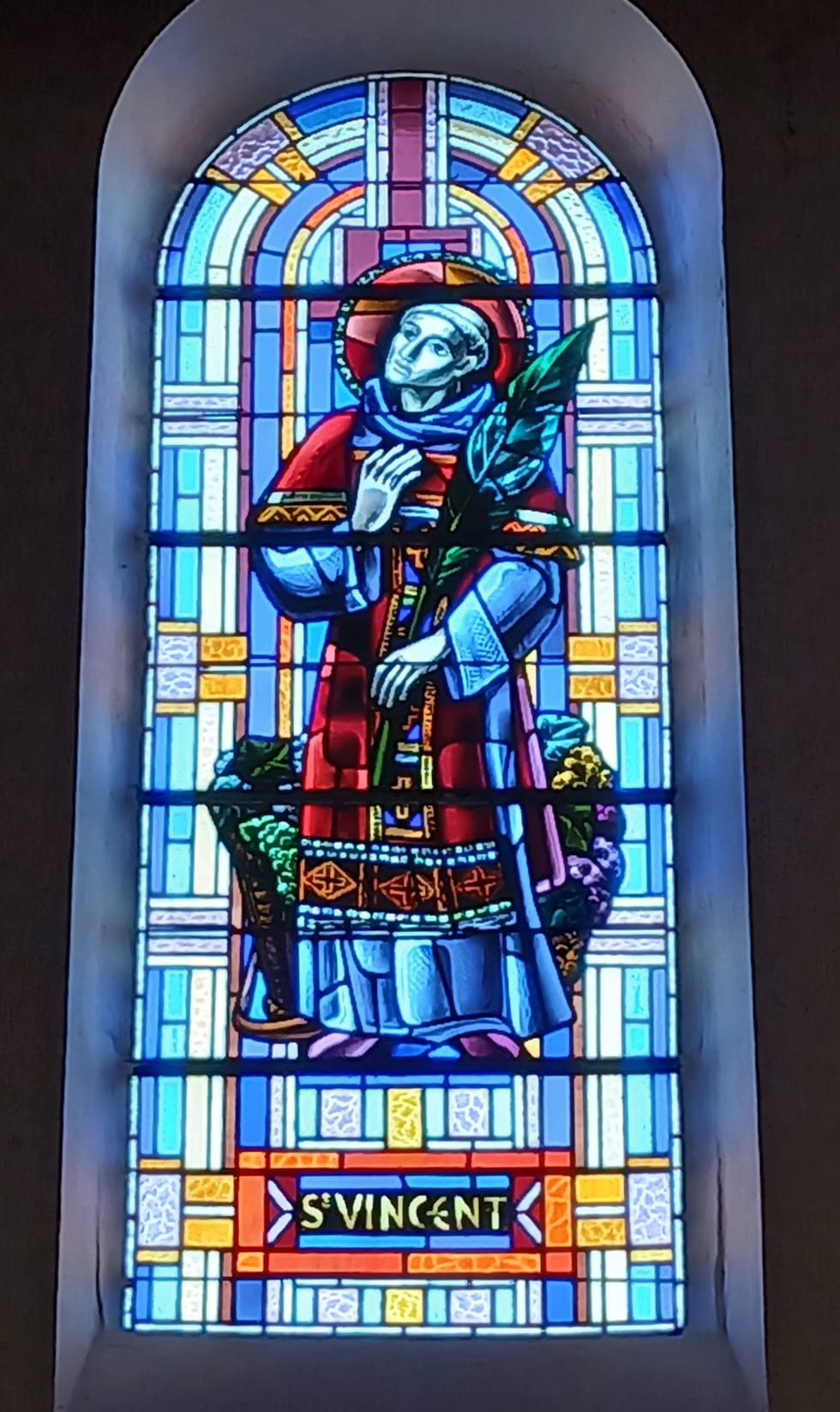
Vitrail de saint Vincent.
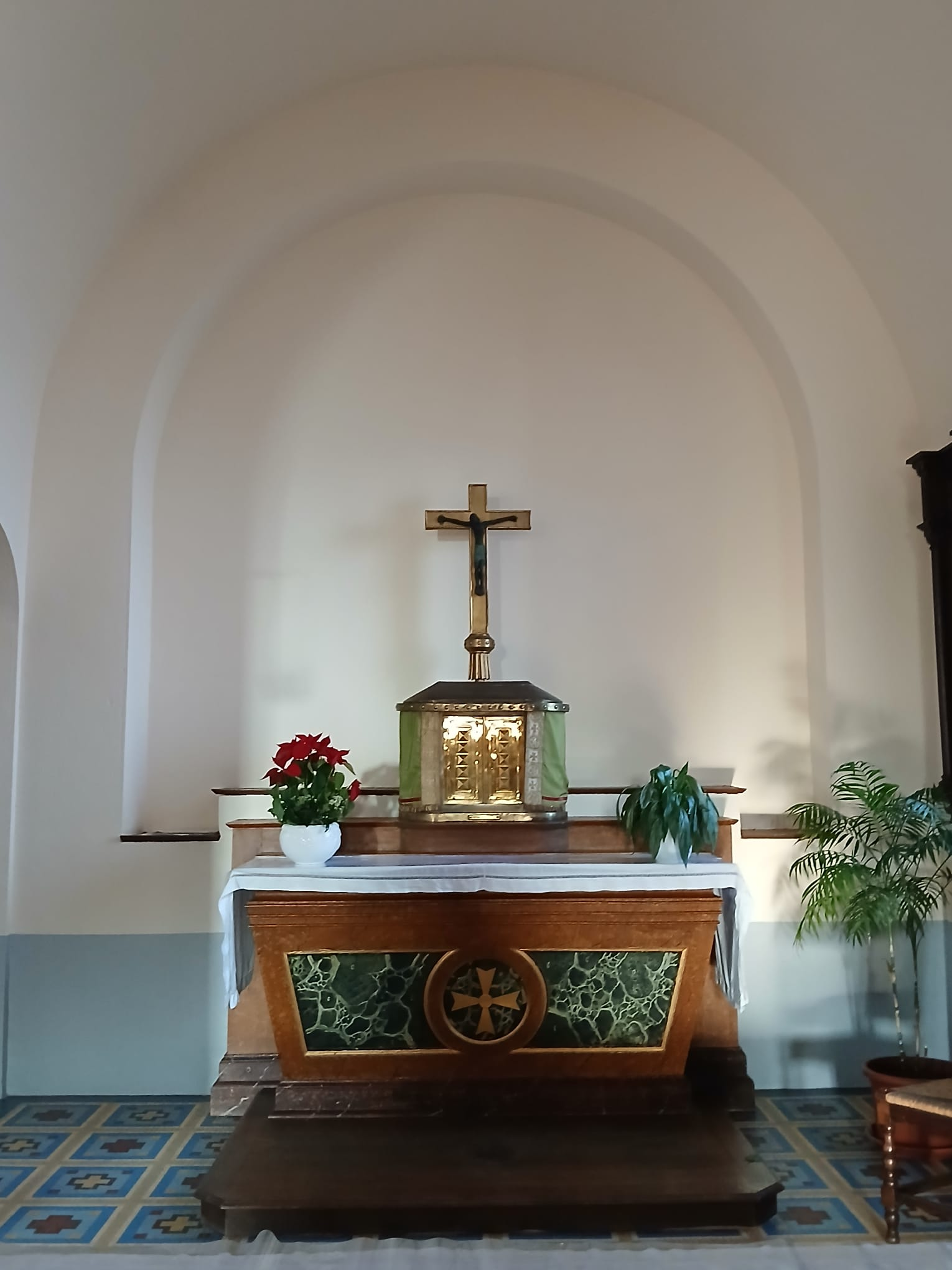
Chapelle latérale.
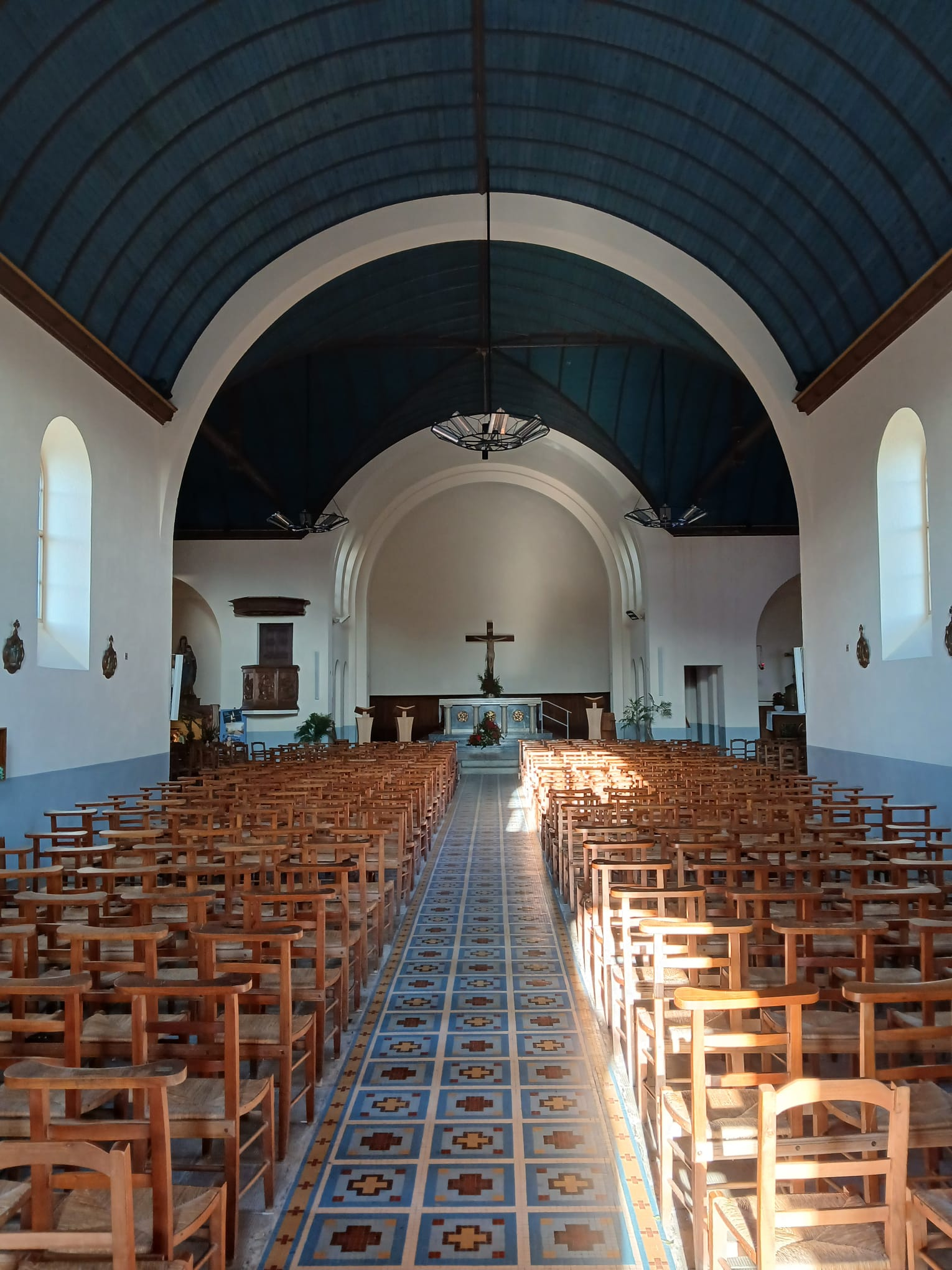
La nef.